# Borisav Ristić
Borisav Ristić, srbski general, * 31. december 1883, † 30. oktober 1967.

## Življenjepis
Leta 1941 je po aprilski vojni pristal v nemškem vojnem ujetništvu; zaradi bolezni je bil odpuščen že naslednje leto. Ob prihodu domov se je pridružil NOG in leta 1944 je vstopil v NOVJ; sprva je bil pripadnik Sremskega odreda, nato pa je bil dodeljen VŠ NOVJ. V Šubašićevi vladi je bil minister za vojno in mornarico.